# Antonín Gemer
Antonín Gemer (1933 – ?) byl český fotbalový brankář a trenér.

## Hráčská kariéra
V československé lize chytal za Spartak Ústí nad Labem (07.09.1958–26.04.1959). V ústecké Armaturce působil dlouhá léta, byl mj. členem druholigového kádru v sezoně 1968/69 (dalšími brankáři byli Brabec a Čítek).

### Prvoligová bilance
| Ročník          | Zápasy | Góly | Minuty | Nuly | Klub                      |
| --------------- | ------ | ---- | ------ | ---- | ------------------------- |
| I. liga 1958/59 | 6      | 0    | 324    | 0    | TJ Spartak Ústí nad Labem |
| CELKEM I. LIGA  | 6      | 0    | 324    | 0    |                           |

## Trenérská kariéra
Po skončení hráčské kariéry se stal trenérem. V letech 1984–1989 vedl společně s Karlem Chlapcem B-mužstvo ústecké Armaturky.